# 東村山郡
東村山郡（日语：／ Higashimurayama gun */?）是位于山形縣的一郡。人口28,238人、面積92.59 km²（2003年）。
現轄有以下2町。
- 中山町
- 山邊町